# Brott mot liv och hälsa
Brott mot liv och hälsa är i Sverige den samlade beteckningen på en grupp brott, samlade i brottsbalkens tredje kapitel, som alla har det gemensamt att de omfattar någon typ av våld, skada eller risk för skada riktat mot en eller flera fysiska personer. Utanför denna grupp finns också andra brott som innebär att våld utövats och/eller fysisk skada uppstått, exempelvis sexualbrotten. En samlande, mer vardaglig, benämning är våldsbrott.
Straffsatserna för brott mot liv och hälsa varierar från böter till livstids fängelse, beroende på brott. De brott som faller inom kategorin brott mot liv och hälsa är:
- mord
- dråp
- barnadråp
- misshandel
- ringa misshandel
- grov misshandel
- vållande till annans död
- vållande av kroppsskada eller sjukdom
- framkallande av fara för annan.

Brotten mord, dråp, barnadråp, misshandel och grov misshandel är straffbara även på förberedelsestadiet och försöksstadiet.